# Lacus Luxuriae

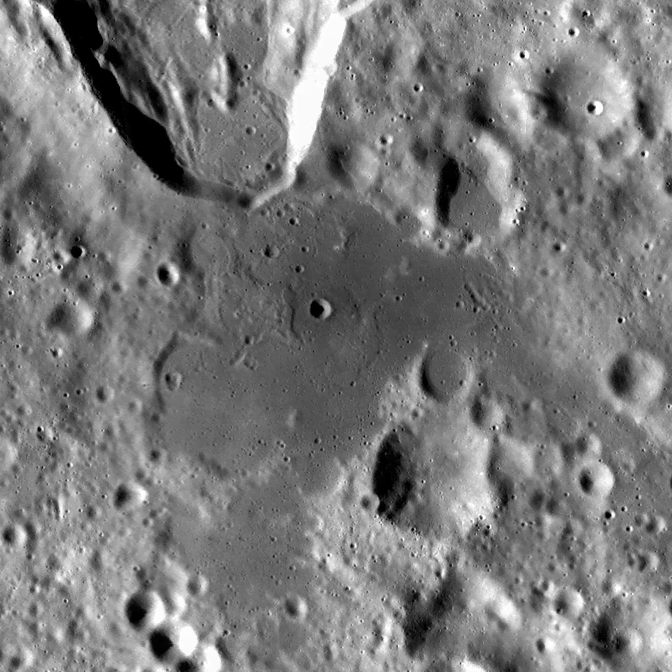
Imagen LRO

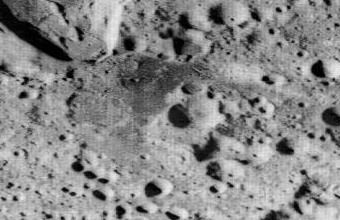
Imagen oblicua tomada desde el Lunar Orbiter 2

El Lacus Luxuriae (en latín, "Lago de la Lujuria") es un pequeño mar lunar. Está localizado en las coordenadas selenográficas 19.0° Norte, 176.0° Este y su diámetro envolvente es de unos 50 km. El cráter Buys-Ballot, con su particular forma de pera, se sitúa en el flanco norte del lago, que ocupa el centro de la Cuenca Freundlich-Sharonov.

## Denominación
El nombre del lago fue adoptado por la Unión Astronómica Internacional en 1976.